# Kevin Ramirez
Kevin Ramirez, né le 10 août 1987 à Clermont-Ferrand, est un joueur international français de futsal. Il est le premier joueur français professionnel de la discipline.
Formé au football traditionnel dans le club de sa ville natale, le Clermont Foot 63, Ramirez découvre le futsal en Espagne après y avoir signé en tant que footballeur. À vingt ans, il décide d'abandonner le football pour passer à sa version réduite. Il s'impose en D2 espagnole puis rejoint le club anglais du Baku United FC (en) où il se révèle au monde du futsal. Sa carrière, qui le voit s'exiler en Azerbaïdjan, en Italie ou encore en Arabie saoudite, lui vaut le qualificatif de « premier joueur pro français » de l'histoire du futsal. Il joue ensuite un an en République tchèque puis revient une saison en France, au Kremlin-Bicêtre avec qui il remporte le doublé coupe-championnat. Puis il passe un exercice en Italie avant de revenir dans l'Hexagone, à ACCES, Mouvaux puis au Sporting après une année en Arabie.
Ramirez découvre l'équipe de France sur le tard, ayant uniquement la nationalité espagnole jusqu'en 2014. Son arrivée dans l'équipe correspond à une amélioration des résultats jusqu'à la première qualification pour le Championnat d'Europe en 2018, puis pour la Coupe du monde en 2024. Il prend sa retraite internationale à la suite de la quatrième place obtenue.

## Biographie

### Débuts en football
Kevin Ramirez naît et grandit à Clermont-Ferrand dans une famille originaire d’Espagne,,. Il commence par jouer au football à onze vers trois ans. Il prend sa première licence à l’US Gerzat à six ans puis entre au centre de formation du Clermont Foot deux ans plus tard,. Il joue dans toutes les catégories en tant que milieu défensif ou latéral, jusqu’en équipe des moins 18 ans nationaux. En Coupe Gambardella, il qualifie son équipe lors d’une séance de tirs au but à l’occasion d’un derby à Clermont. Kevin intègre ensuite le FC Cournon d’Auvergne en CFA2.
Ramirez rejoint alors l'Espagne où il évolue en troisième division, à l'UD Estepona. Il reste deux ans et demi là-bas, mais arrive au début de la crise économique et connaît des problèmes de versement de salaires. Il connaît aussi une blessure à la suite d'un accident de la route avec un camion qui lui coupe le mollet. Il s'arrête de jouer un temps et se rend dans le Sud de l’Espagne. Un match de Coupe du roi est son dernier souvenir dans le football professionnel.

### Découverte du futsal espagnol (2008-2012)
Il découvre le futsal en Espagne l'été et se souvient « J’ai fait beaucoup de tournois en Espagne l’été parce que là-bas, quand la saison à 11 s’arrête, tout le monde joue au futsal ». Contacté par une équipe en D3 de futsal, il commence à y jouer en compétition. Ne souhaitant pas faire carrière, il garde alors un travail à mi-temps. Le club lui fournissant un travail à côté, Ramirez vit tout de suite de ce sport et finit meilleur buteur avec une montée en D2 professionnelle,.
Il devient le premier joueur français professionnel de futsal. Ramirez évolue quatre ans à ce niveau, puis part jouer au Bakou United (en), lors de la saison 2011-2012.

### Dans les plus grands clubs (2012-2015)
Au Bakou United (en), club anglais avec un sponsor d’Azerbaïdjan, Ramirez évolue avec quatre champions du monde, le gardien de la sélection brésilienne et d'anciens joueurs du Barça. Son équipe domine son championnat, compétition mineure de la discipline. La première année voit l’équipe remporter le titre de champion d’Angleterre, Kevin termine meilleur buteur des playoffs et du Final Four, alors qu’il évolue au poste de défenseur. Il est alors sollicité pour disputer des playoffs et des tournois de fin de saison en Azerbaïdjan. Les deuxième et troisième années anglaises sont encore plus riches en trophées puisque le Bakou United réalise le doublé coupe-championnat, Kevin est même désigné meilleur joueur du championnat d’Angleterre.
Avec l'équipe universitaire de Paris-I, Ramirez remporte le championnat d’Europe universitaire 2014.
Pour la saison 2014-2015, il joue à FC Benago (cs) en République tchèque. Dans les pays de l’Est, le futsal est diffusé sur les chaînes principales et Kevin est davantage médiatisé. Son équipe perd en finale de coupe et en demi-finale des playoffs. Ramirez finit troisième meilleur joueur du championnat. Le futsal et ses problèmes économiques le rattrape alors et il déclare en mars 2016 : « on signe des contrats mais on ne sait pas bien s’ils sont valables ou pas, il y a toujours un peu cette forme de précarité dans le Futsal ».

### Retour en France (depuis 2015)
Le défenseur revient en France à l'été 2015 en s’engageant avec le champion de France en titre, le Kremlin-Bicêtre United avec l’objectif de remporter tous les titres sur la scène nationale. Il souhaite se rapprocher de sa famille, mais aussi se former au métier d'entraîneur et pour promouvoir une discipline encore peu médiatisée. Son équipe remporte le doublé championnat et Coupe de France.
Kevin se tourne vers l’Italie en fin de saison pour relever un nouveau défi en Serie B. Il s’engage avec l’équipe du Futsal Bisceglie (it) en juillet 2016 et part dans la foulée disputer la Premier Futsal League en Inde au sein de l’équipe de Mumbai dont le capitaine n’est autre que la légende de Manchester United, Ryan Giggs. Les joueurs de Mumbai remportent la compétition en s’imposant en finale face à Kochi, l’équipe de Michel Salgado.
Après six mois de très haut niveau avec Bisceglie (10 matchs, 9 buts), Kevin Ramirez est sollicité par la Lazio de Rome, à la lutte pour se maintenir en Serie A après une première partie de saison difficile. Kevin rejoint donc la Lazio futsal (it) au mercato hivernal 2016-2017 et participe au redressement du club qui se maintient dans l’élite du futsal italien.
Durant l’été 2017, Kevin pose ses valises en région parisienne pour trois saisons et rejoint l’ambitieux projet d’ACCES. Le club de Villeneuve la Garenne, qui évolue alors en deuxième division après plusieurs montées successives, compte quatre internationaux français et veut s’imposer dans le futsal de l’hexagone. Au mois de décembre 2017, Kevin remporte le « gala international Ricardinho » organisé à Alkmaar avec son club. Dès l'exercice 2017-2018, ACCES remporte sa poule de D2 et accède à l'élite. En Division 1 2018-2019, son équipe perd en finale du championnat. La D1 2019-2020 est stoppée par la pandémie de Covid-19 alors qu'ACCS est premier.
Pour la saison 2020-2021, Kévin Ramirez refuse une prolongation de contrat de deux ans et signe au Mouvaux Lille MF.
En 2023, Ramirez part jouer en Arabie saoudite.
En mars 2024, il s'engage avec le Sporting Paris et revient en France, pour se rapprocher de sa famille qui n'a pu le suivre en Arabie.

### En équipe de France

#### Arrivée tardive et progressive (2012-2016)
De nationalité espagnole, Kevin Ramirez ne fait jamais les démarches pour obtenir la double nationalité, avant de rejoindre l'Espagne à 17 ans. Il se rappelle en 2021 : « Quand j’évoluais en Espagne, je ne savais pas qu’il y avait une Équipe de France Futsal ». Pierre Jacky, sélectionneur de l'équipe de France de futsal, le convainc de faire les démarches nécessaires avec l'appui de son entraîneur du Bakou United en Angleterre et l'aide de Michel-Muffat-Joly, chef de délégation de l’Équipe de France. Né en France et y ayant obtenu son baccalauréat, la procédure prend un an.
Kevin Ramirez est convoqué par Pierre Jacky pour une pré-sélection. Trois semaines plus tard, il est appelé pour jouer aux États-Unis son premier match en 2014 à 26 ans,. Lors de sa première sélection, il joue avec son passeport espagnol avec l'autorisation de l'UEFA n'ayant pas encore de passeport français. « La première fois que je suis entré sur le terrain, que j’ai entendu l’hymne, j’avais envie de pleurer. Pourtant j’avais connu beaucoup de choses et d’émotions avant, j’avais disputé la Ligue des champions mais là, c’était autre chose. Jamais je n’aurais pensé jouer pour un pays ! ».
À son arrivée, les Bleus ne se sont encore jamais qualifiés pour le tour principal du Championnat d'Europe. Depuis qu'il fait partie de l'équipe, celle-ci y arrive à chaque fois.
Ramirez compte 24 sélections pour sept buts marqués en février 2016.

#### Premier Championnat d'Europe (2016-2021)
Kévin Ramirez est retenu pour le tour principal de qualification à l'Euro 2018. Remplaçant face à la Russie, il devient titulaire pour les deux autres matchs puis les barrages contre la Croatie, contre qui il marque au retour. Les Tricolores se qualifient pour la première compétition international de l'histoire française. Ramirez est le seul joueur professionnel de l'unique sélection amateure de la compétition. La France, après avoir accroché le tenant du titre espagnol (4-4), perd contre l'Azerbaïdjan et ne passe pas le 1er tour.

#### Capitaine au premier Mondial (2021-2024)
À la suite de la retraite de Djamel Haroun à l'été 2021, Kévin Ramirez est nommé capitaine de l'équipe de France. En janvier 2022, Kevin compte 84 sélections et 21 buts avant de devoir déclarer forfait pour l’Umag Futsal Nations Cup en Croatie.
En début de saison 2022-2023, il participe au Tour principal des qualifications européenne pour la Coupe du monde 2024. Lors du troisième match, il marque contre son camp puis redonne l'avantage en Norvège (1-3).
Parti jouer en Arabie saoudite lors de la saison 2023-2024, Ramirez n'est plus appelé en Bleu. Il effectue son retour en fin de saison après sa signature au Sporting Paris. Pour son retour en Bleu, il réduit le score lors de la tournée de fin de saison au Costa Rica, le premier auquel la sélection française est qualifiée. En août, il signe sa centième sélection (cinquième joueur de l'histoire à atteindre ce cap) contre l'Ouzbékistan, pays hôte de la Coupe du monde à venir pour laquelle l'équipe se prépare.
Il termine co-meilleur buteur de l'équipe de France au Mondial avec trois buts.
Suite au Mondial, Kevin Ramirez choisit de prendre sa retraite internationale à 37 ans début novembre 2024, dix ans après ses débuts. Il se retire au terme de sa 113e cape (32 buts), après un dernier hommage lors d'une ultime rencontre face au Maroc. Il déclare : « Je ne pensais même plus rejouer avec les Bleus, mais on m'a proposé de faire un dernier match, et j'ai accepté ».

## Style de jeu
Ramirez connaît une formation de footballeur à onze. Il évolue alors milieu de terrain défensif ou latéral. En passant au futsal, Kevin commence en tant qu'ailier puis se reconvertit en défenseur.
Début 2020, Djamel Haroun, gardien n°1 de l'équipe de France, dit de lui que « c'est un teigneux, qui a une confiance inébranlable en lui, en ses qualités. Il nous a fait beaucoup de bien. Que ce soit n'importe quelle nation en face de lui, il ne doute jamais ».
Décrit comme essentiel du système défensif de l'équipe de France, son second sélectionneur Raphaël Reynaud le dit « essentiel pour son expérience, son exigence et sa force de travail ». Reynaud ajoute « C’est une pièce évidemment essentielle de notre dispositif. Il apporte son expérience, son exigence et sa force de travail. Il a plus de dix ans au plus haut niveau aux quatre coins du monde derrière lui et il a développé une culture globale du futsal. (...) Capitaine à l’état pur, capable de se sacrifier pour le collectif ».

## Palmarès
Kevin Ramirez est sacré meilleur joueur du championnat anglais en 2013. Son équipe de Bakou United (en) domine son championnat. Il s'agit de son tout premier titre. En 2015, il est élu troisième meilleur joueur de République tchèque. Son équipe perd en finale de coupe et en demi-finale du championnat,. Fin 2014, en trois mois en Azerbaïdjan, le Français rafle chaque compétition et est élu meilleur joueur, meilleur buteur des playoffs et du final four,. Avec le Kremlin-Bicêtre, Ramirez remporte le doublé Coupe-Championnat de France 2015-2016. En 2017, il est champion d'Inde et d'Arabie Saoudite.
En 2018, dès son arrivée à ACCES, il est champion de deuxième division française.
En 2014, il est champion d'Europe universitaire.